# 산업조직론
경제학에서 산업조직론, 산업조직(industrial organization), 산업경제(industrial economy)는 기업과 시장의 구조(즉, 기업과 시장 간 경계)를 조사하는 기업 이론에 적층된 분야이다. 산업조직은 완전 경쟁 모델에 실생활의 문제들을 더하는데 여기에는 거래 비용,
한정된 정보, 불완전 경쟁과 관련될 수 있는 새 회사의 진입 장벽 등이 있다.

## 나라별 산업조직

### 일본
일본의 산업조직은 소수의 주도적인 대기업과 다수의 중소기업이 하청계열화의 형태로 연결되어 있으며 기업집단을 형성하고 있다. 대기업은 생산 및 판매대량화의 이점을 활용하여 주요산업에 있어서 상위 몇 개 사가 높은 시장점유율을 차지하는 과점체로 운용되고 있다.
중소기업은 전체 사업체수의 99.5%, 종업원수의 74.4%를 차지하고 있으며 동종기업 간에 치열한 경쟁이 전개되고 있다.
일본의 대기업과 중소기업 간에는 하청계열화 관계가 유지되어 왔으나, 최근에 부실부문의 축소, 다각화·신규사업분야의 계획, 신제품 개발을 통해 경쟁력을 확보하려는 과정에서 기존의 산업조직이 크게 변화하고 있다.

## 같이 보기
- 베르트랑 모형
- 쿠르노 모형
- 산업연관분석